# Van Severen
Van Severen is een Nederlandstalige achternaam die vooral in het grensgebied van West- en Oost-Vlaanderen veel voortkomt. In heel België waren er anno 2008 een totaal van 580 personen die deze naam droegen. De familienaam verwijst naar de voormalige gemeente Zeveren, dat vroeger als Severen geschreven werd.

## Bekende naamdragers
- Bernard Van Severen (1761-1837), Belgisch advocaat en politicus
- Boris Van Severen (1989), Belgisch acteur
- Dan Van Severen (1927-2009), Belgisch kunstschilder
- Henri Van Severen (1849-1923), Belgisch goudborduurder
- Joannes-Baptista Van Severen (1808-1871), Belgisch goudborduurder
- Joris van Severen (1894-1940), Belgisch Vlaamsgezind en fascistisch politicus
- Maarten Van Severen (1956-2005), Belgisch meubelontwerper en interieurarchitect
- Robert Van Severen (1711-1792), Zuid-Nederlands abt

## Varianten
De grootste variant op de familienaam is Vanseveren (222 personen). Voorts zijn er ook nog de veel kleinere varianten Van Zeveren, Vanzeveren en van Zeveren.